# Vánoce jednoho kluka z Walesu
Vánoce jednoho kluka z Walesu (v anglickém originále A Child's Christmas in Wales) je povídka velšského básníka Dylana Thomase. Ten ji napsal během druhé světové války, ale poprvé byla vydána v upravené podobě až roku 1955. V českém jazyce ji vydalo v roce 2013 nakladatelství Albatros. Jde o převyprávění Vánoc z pohledu malého chlapce. Povídka je označována za jedno z nejpopulárnějších autorových děl.
Velšský hudebník a skladatel John Cale v roce 1973 vydal na svém albu Paris 1919 píseň „Child's Christmas in Wales“, která je touto povídkou inspirována. V roce 1987 natočil kanadský režisér Don McBrearty na motivy této povídky film A Child's Christmas in Wales, ve kterém se v hlavní roli představil Denholm Elliott. Anglický komik Mark Watson představil v roce 2009 komedii inspirovanou touto povídkou nazvanou A Child's Christmases in Wales.